# Kadmium
Kadmium, (latinskt namn: Cadmium) Cd, är ett relativt ovanligt metalliskt grundämne som räknas som en tungmetall. I periodiska systemet tillhör kadmium grupp tolv, samma grupp som zink och kvicksilver. I jordskorpan är grundämnet tämligen ovanligt, och förekommer då främst tillsammans med zink.

## Historia
Kadmium upptäcktes av tysken Friedrich Stromeyer år 1817 som en förorening i zinkkarbonat, vilket vid upphettning gav en gulfärgad oxid till skillnad från ren zinkoxid som är vit efter avsvalning, samt oberoende av honom av den tyske kemisten Karl Samuel Leberecht Hermann. Namnet kommer från kadmeia, det antika namnet på zinkkarbonat. Stromeyer var även den förste att framställa metalliskt kadmium.

## Biologisk betydelse
Kadmium liknar zink och tar dess plats i enzymer där atomen är fäst med svavelbindningar och har kontakt med substratet. Detta innebär att enzymet inte fungerar, och kadmium är därför giftigt för alla flercelliga organismer. Vissa kiselalger som lever i en miljö med mycket låga halter zink har dock anpassat sitt karbanhydras så att kadmium kan ersätta zink.
Den vanligaste upptagningsvägen för människor är genom födan; i Sverige är det genomsnittliga intaget cirka 0,07 mg per vecka och person. Världshälsoorganisationen (WHO) har som riktvärde att kadmium i föda hos vuxna inte bör överskrida 0,5 mg/vecka. I den mänskliga kroppen lagras det mesta kadmiumet i lever och njure där det oskadliggörs av ett speciellt protein (metallotionein). Kroppen utsöndrar kadmium mycket sakta genom urinen och halveringstiden är cirka 10 år. Det är när tillförseln av kadmium är större än vad kroppen kan binda som det börjar bli problem som bland annat kan leda till njurskador och skelettdeformationer. Gränsen för när skadorna börjar uppstå ligger på omkring 200 µg kadmium per gram njure, vilket kan jämföras med 30–40 µg som är den genomsnittliga mängden hos den svenska befolkningen. Rökare har i regel högre halter av kadmium i kroppen. Kadmium överförs inte från moder till foster.
Studier har visat att absorptionen av kadmium är dålig från tarmen och att det mesta avgår med avföringen. Dock kan kadmiumabsorptionen bero på järndepåerna. Studier av Berglund et al, 1994 och Åkesson, 2000, har visat att små till tomma järndepåer (serum-ferritin mindre än 30 mikrogram/L) ökar upptaget av kadmium. Kadmium har hög affinitet till DMT1 (transportprotein för bland annat järn, från tarmen till blodbanan), då detta transportprotein blir uppreglerat vid järnbrist. Även har man sett könsskillnader i kadmiumupptaget då kvinnor innan menopausen har en högre absorptionsgrad på grund av menstruationen.

## Framställning
Kadmium framställs huvudsakligen som en biprodukt vid zinkframställningen. Kadmium förekommer främst i mineralet zinkblände där koncentrationen ligger mellan 0,05 % och 0,8 %. Egentliga kadmiummineral såsom greenockit (CdS) och otavit (CdCO3) är sällsynta. Världsproduktionen av kadmium ökade kraftigt från 1940-talet fram till slutet av 1970-talet, då mängden stagnerade. Mellan 1993–97 var den genomsnittliga konsumtionen 17 800 ton/år, varav Sverige svarade för 1,6 %.

## Användningsområden
Kadmium har haft många användningsområden, bland annat har det använts till färgpigment till exempel gulare färger, ytbehandling, stabilisator i plaster och till nickel-kadmiumackumulatorer ("uppladdningsbara batterier"). I Sverige förbjöds användningen av kadmium i stabilisatorer för plaster år 1982, vilket i praktiken kom att inbegripa olika färgämnen och ytbehandlingsmedel. Kadmiumutsläppen har minskat kontinuerligt sedan förbudet; exempelvis släpptes 25 ton ut i form av luftföroreningar från svenska källor år 1970, att jämföra med 1988 då utsläppen var nere i 2,5 ton. Till vatten var utsläppet 1985 2,5 ton. Detta utsläpp har främst sitt ursprung i gruvor och metallverk.